# Landesgrenze zwischen Tirol und Vorarlberg

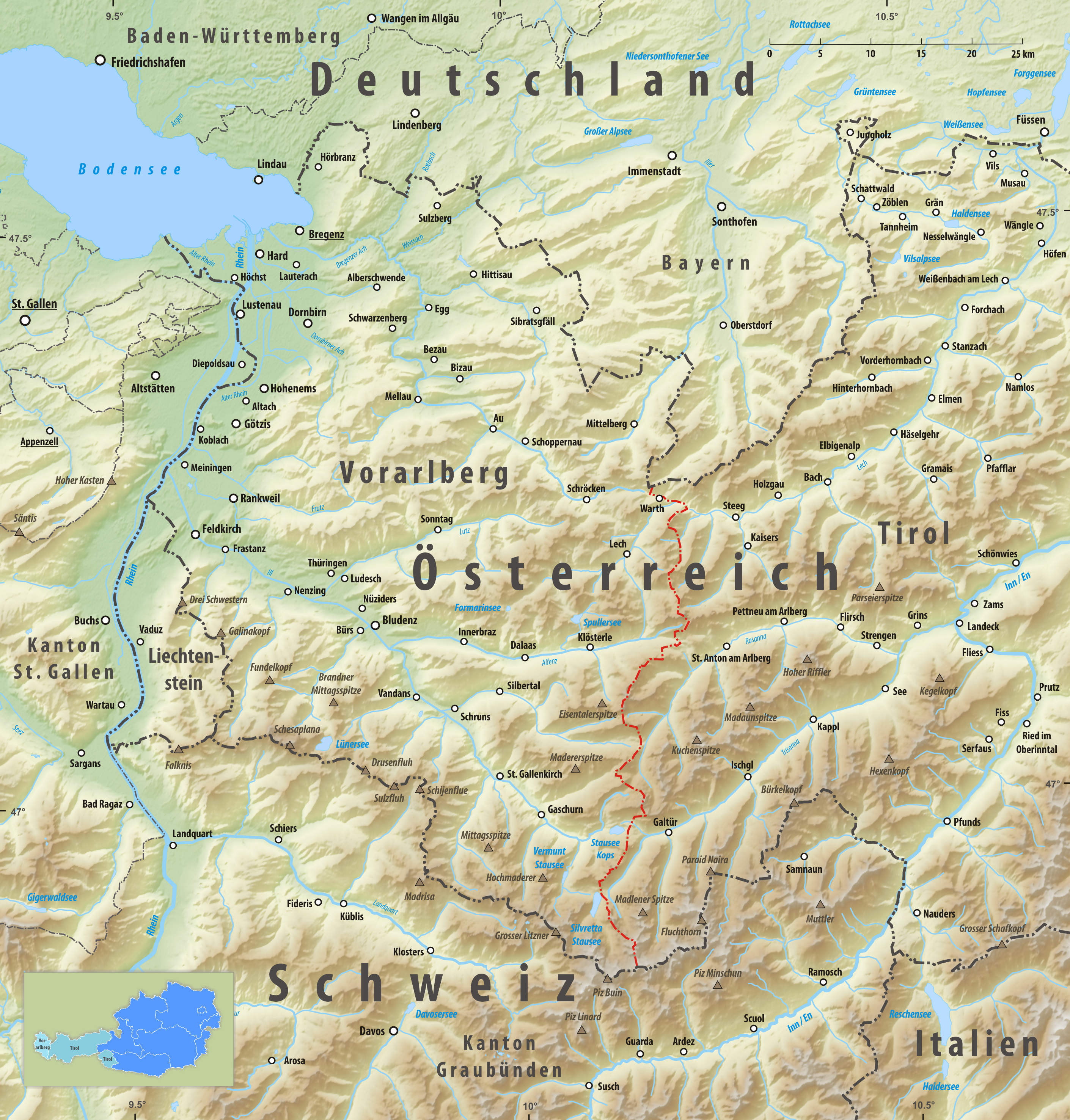
Vorarlberg (im Westen) und Tirol (im Osten) mit der gemeinsamen Landesgrenze

Die Landesgrenze zwischen Tirol und Vorarlberg ist die rund 66 Kilometer (65.872 Meter) lange Grenze zwischen den beiden österreichischen Bundesländern Tirol und Vorarlberg. Diese Grenzlänge ergibt sich aus der Addition aller geraden und gebrochenen Luftlinien zwischen den Grenzsteinen. Für das westlichste österreichische Bundesland Vorarlberg stellt die gemeinsame Landesgrenze die einzige innerösterreichische Grenze zu einem anderen Bundesland dar, für Tirol ist sie eine von drei gemeinsamen Bundesländergrenzen (über die anderen beiden grenzt Tirol jeweils im Osten an Salzburg und Kärnten). 
Die gemeinsame Grenze verläuft im Wesentlichen in nord-südlicher Richtung vom Haldenwanger Eck, dem Grenzpunkt mit der Staatsgrenze zu Deutschland, entlang mehrerer Gebirgsrücken in den Lechtaler Alpen, dem Verwall und der Silvretta bis zur Dreiländerspitze, dem Grenzpunkt mit der Staatsgrenze zur Schweiz. Dieser Grenzverlauf umschließt auch den Arlberg, eine Gebirgsregion etwa in der Mitte der gemeinsamen Landesgrenze zwischen Lechtaler Alpen und Verwall, über den mit dem Arlbergpass der wichtigste der drei verkehrsmäßig befahrbaren Gebirgspässe führt, die die beiden Bundesländer miteinander verbinden.

## Grenzverlauf

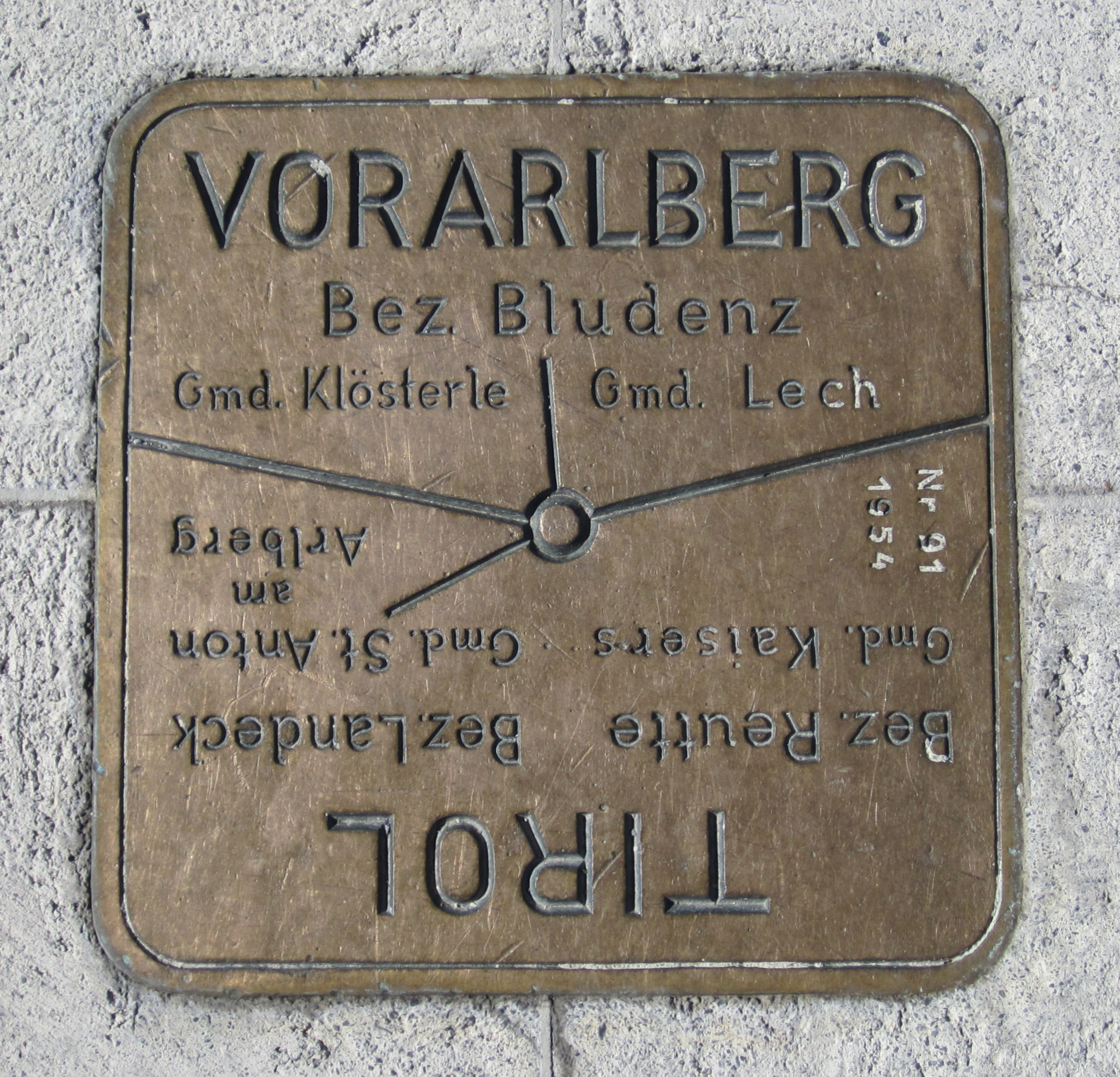
Vermessungsstein auf der Valluga direkt auf der Landesgrenze

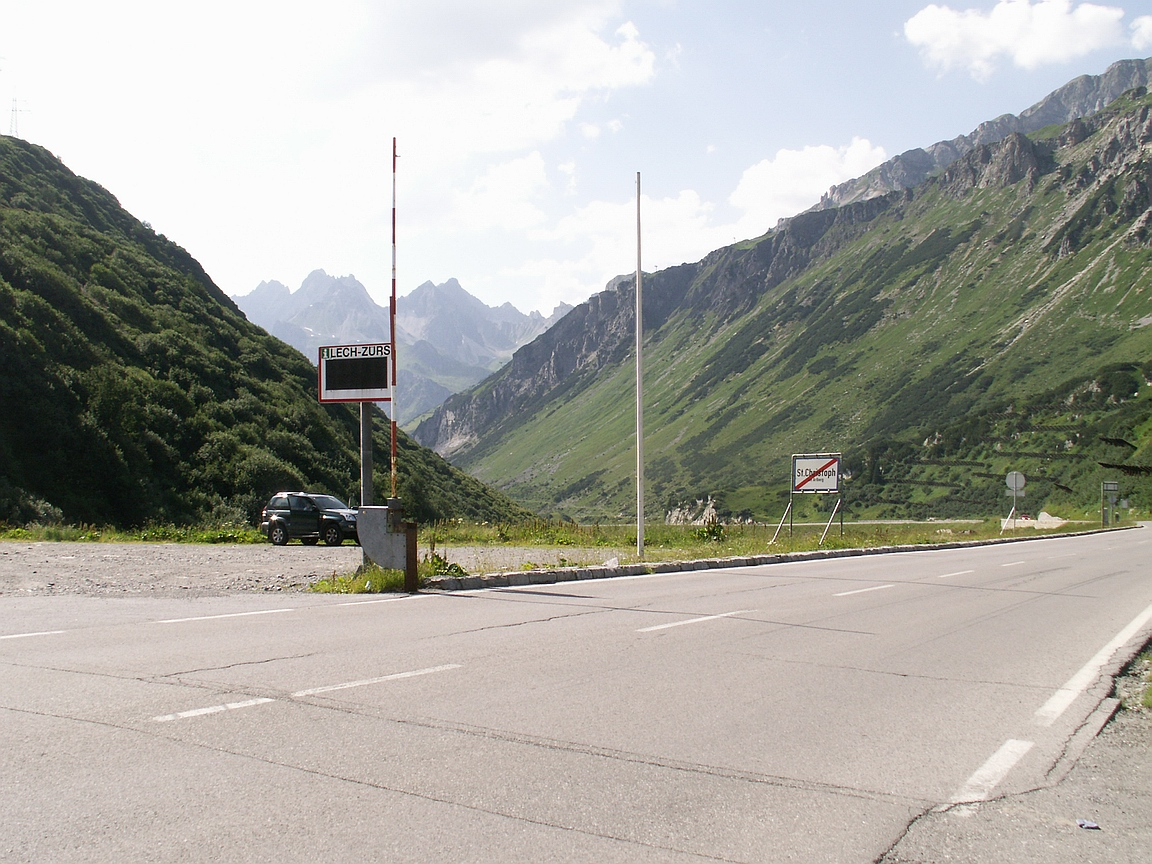
Die Arlbergpasshöhe auf Tiroler Seite der Landesgrenze

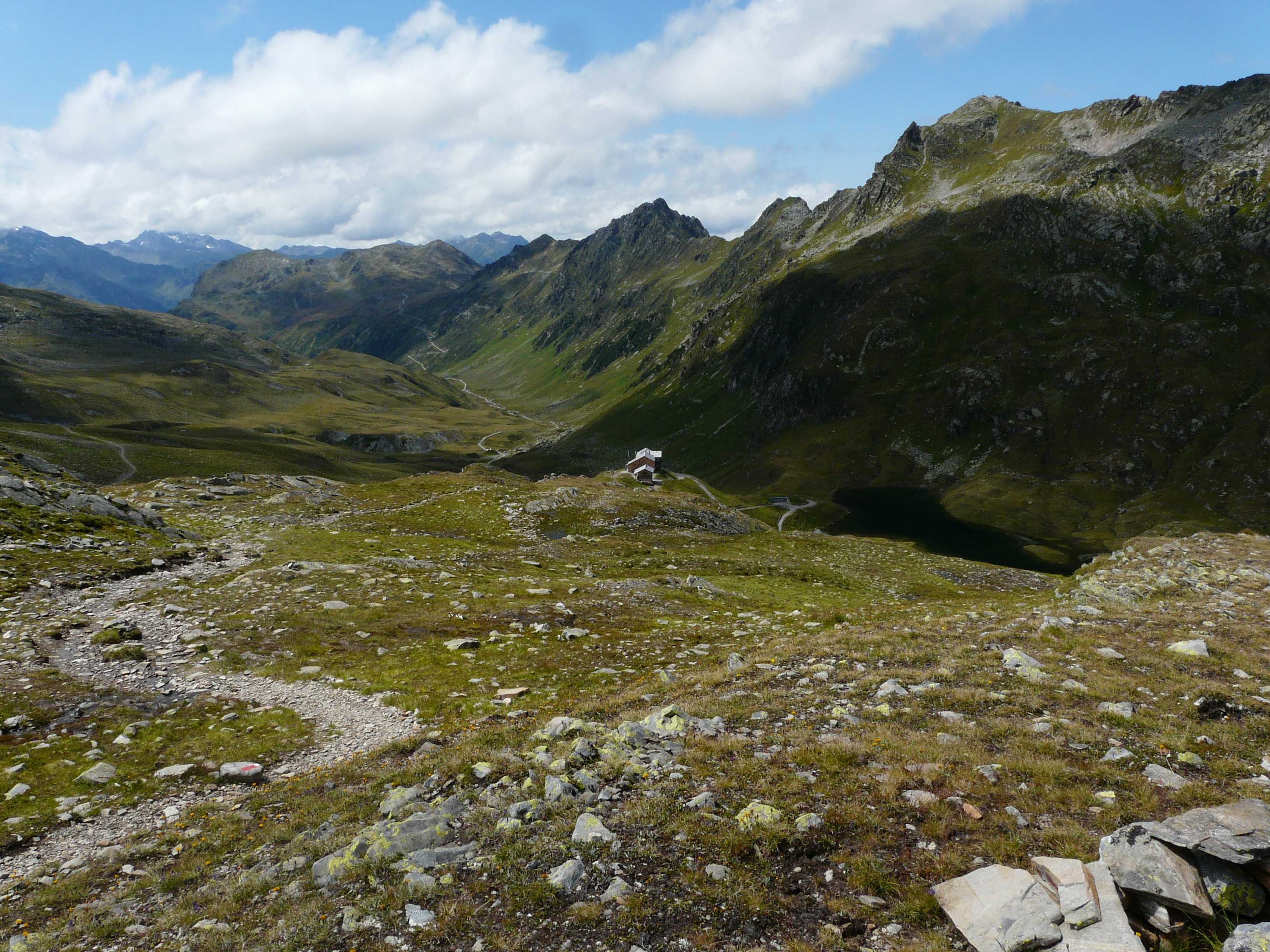
Heilbronner Hütte mit den beiden Scheidseen im Verbellatal. Blick von Tirol aus Richtung Vorarlberg

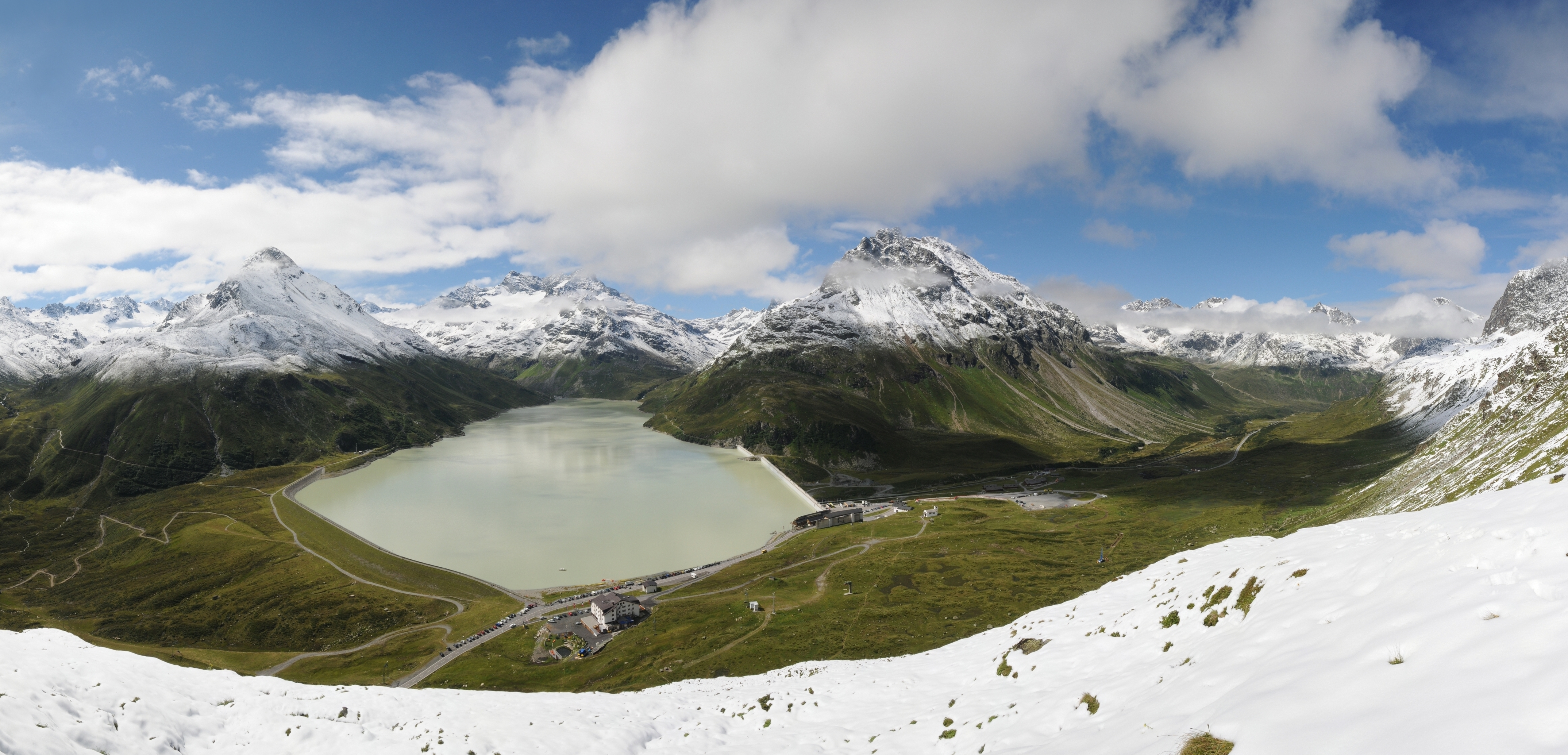
Blick über die Bielerhöhe und den Silvretta-Stausee in Richtung Süden. Die Landesgrenze verläuft im Bild links am Stausee vorbei über das Hohe Rad und den daran anschließenden Berggrat

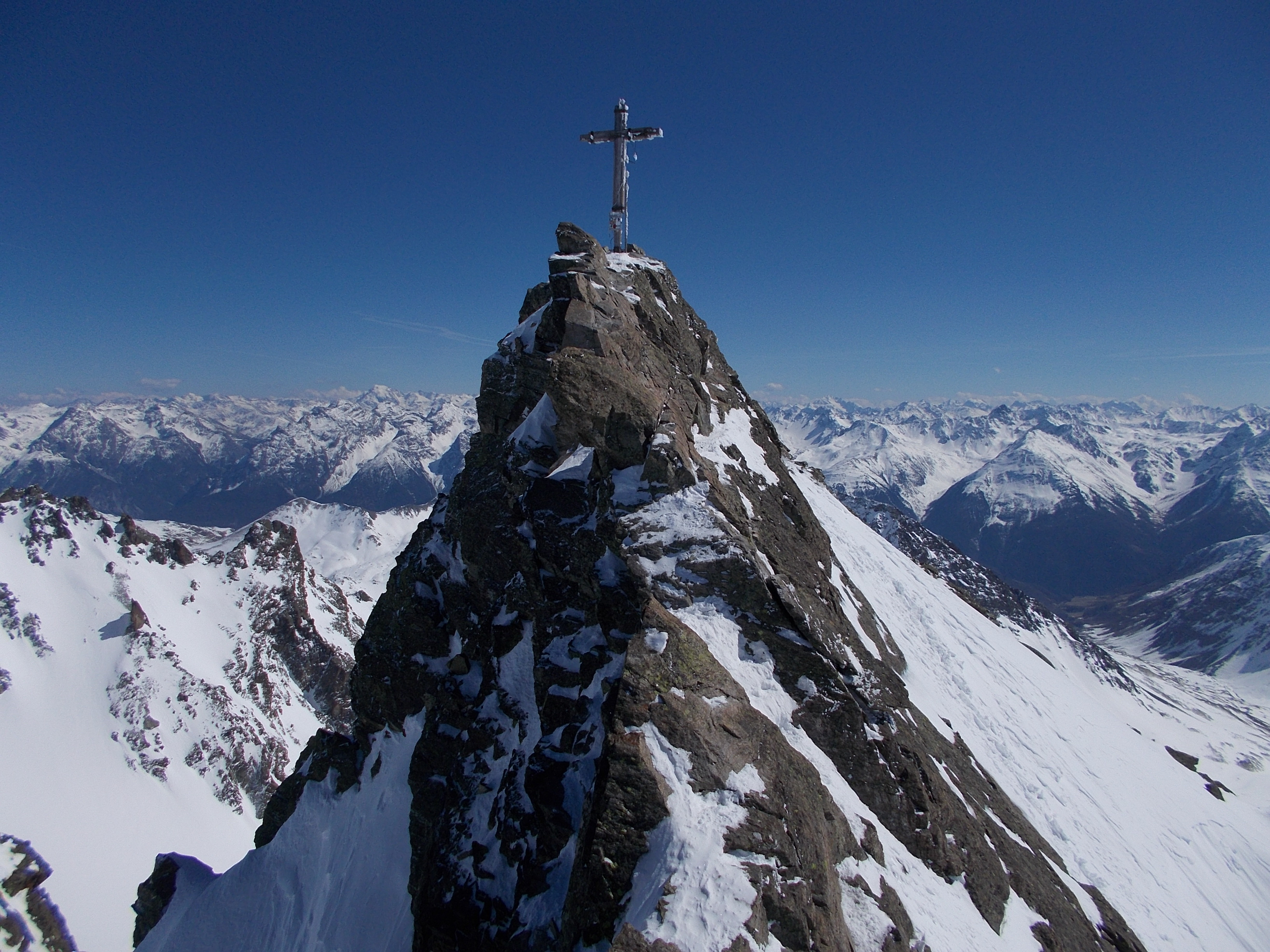
Gipfel der Dreiländerspitze, des südlichsten Punktes der Landesgrenze

Die Landesgrenze zwischen Tirol und Vorarlberg beginnt im Norden am Haldenwanger Eck, das aus deutscher Sicht seit 1945 den südlichsten Punkt des deutschen Staatsgebiets darstellt. Direkt am Dreiländereck, wo die Gebiete Bayerns, Tirols und Vorarlbergs zusammentreffen, wurde im Jahr 1986 die granitene „Dreiländersäule“ errichtet. Sie befindet sich auf 1881 m ü. A. inmitten eines ausgedehnten Latschenfelds im alpinen Gelände und ist nur zu Fuß erreichbar. Vom Ortszentrum der Vorarlberger Gemeinde Warth liegt das Haldenwanger Eck etwa 1,3 Kilometer in nördlicher Luftlinie entfernt. Von hier führt die Landesgrenze zunächst in südlicher Richtung über die Latschenfelder Richtung Warth, ehe sie knapp 150 Meter vor den ersten Warther Häusern auf den Krumbach trifft, der in weiterer Folge in westlicher Richtung zum Lech abfließt und für mehr als zweieinhalb Kilometer die Landesgrenze bildet. Die Überquerung des Krumbachs durch die Lechtalstraße (L 198 bzw. B 198) zwischen Warth und dem Steeger Ortsteil Lechleiten stellt einen von drei wesentlichen Verkehrsübergängen zwischen Tirol und Vorarlberg dar. Hier liegt der Grenzübergang aber nicht unmittelbar an der Passhöhe (die in diesem Fall der in Vorarlberg gelegene Hochtannbergpass wäre), sondern deutlich weiter östlich im Lechtal. Mit der Einmündung des Krumbachs in den Lech geht die Landesgrenze ins Flussbett des Lechs über und folgt diesem weiterhin in östlicher Richtung für weitere 1,3 Kilometer.
Wo das Morchtobel am östlichsten Punkt der gemeinsamen Landesgrenze auf den Lech trifft, geht die Landesgrenze vom Flussbett des Lechs ab und folgt dem Morchtobel in nunmehr südwestlicher Richtung durch das steil ansteigende Morchtobel oder Marktal bis zum Gipfel des 2056 m ü. A. hohen Zehnersatzes. Dort trifft die Landesgrenze auf den nunmehr bestimmenden nord-südlichen Berggratverlauf. Über die Höllenspitze (2362,3 m ü. A.), die Grüngehrenspitze (2344,3 m ü. A.), die Hohe Rappenspitze (2472,51 m ü. A.) führt der Grenzverlauf schließlich hinab ins Hochtal des Bockbachs. Zunächst dem Zufluss Kopfseitbach und schließlich dem Bockbach selbst folgt die Landesgrenze in südlicher Richtung fast drei Kilometer durch das unbesiedelte Tal, ehe sie am Talanfang erneut stark ansteigt zum Gipfel des Rauhen Kopfes (2520,3 m ü. A.).
Die Landesgrenze folgt ab dem Rauhen Kopf erneut dem südlich verlaufenden Berggrat über die Gümplespitze (2518,6 m ü. A.), die Schwarze Wand (2460,6 m ü. A.), den Trittwangkopf (2482,4 m ü. A.), die Erlispitze (2631,4 m ü. A.) und die Roggspitze (2747,1 m ü. A.) bis zum Abfall ins tief eingeschnittene Pazüeljoch (tiefste Stelle, an der sich die Landesgrenze befindet: 2499,6 m ü. A.). Anschließend folgt ein weiterer steiler Anstieg des Grenzverlaufs in Richtung Südosten, ehe die Landesgrenze genau im Mittelpunkt der Plattform der Vallugabahn-Gipfelstation (2813,1 m ü. A.) auf die Gemeindegrenze zwischen Klösterle und Lech in Vorarlberg bzw. St. Anton am Arlberg und Kaisers in Tirol trifft. Nach dem Überqueren der Valluga verlässt der Grenzverlauf kurz den Gipfelgrat und verläuft geradlinig in südöstlicher Richtung durch die Mulde östlich des Grates zum Jahnturm (2546 m ü. A.). Nach der Durchquerung der Einkerbung des Valfagehrjochs folgt die Grenze wieder dem Verlauf des Grates und quert erneut den Betonsockel einer Seilbahn-Bergstation, nämlich jene der Schindlergratbahn (2638,8 m ü. A.).
Der weitere Grenzverlauf führt dann über den Gipfelgrat abwärts in Richtung Ulmer Hütte, an der die Grenze etwa 400 Meter östlich vorbei verläuft. Über eine verhältnismäßig flache Ebene führt der Grenzverlauf über die sogenannte „Pfanne“ steil hinab ins Tal des Rauzbaches, der an der Arlbergpasshöhe entspringt. Knapp unterhalb der Passhöhe (1793 m ü. A.) auf westlicher Seite quert der Grenzverlauf die Arlbergstraße und damit den wichtigsten Straßen-Passübergang zwischen Tirol und Vorarlberg. Etwa 850 Meter unter der Erde verlaufen südlich der eigentlichen Passhöhe die Tunnel des Arlberg-Straßentunnels und des Arlberg-Eisenbahntunnels, die in heutiger Zeit die bedeutsamsten Verkehrsverbindungen zwischen den beiden Bundesländern darstellen. Direkt südöstlich des Straßenpasses und damit nur wenige hundert Meter südöstlich der Landesgrenze befindet sich der Tiroler Wintersportort St. Christoph am Arlberg, der zur Gemeinde St. Anton am Arlberg gehört.
Südwestlich des Arlbergpasses steigt die Landesgrenze in Richtung Westen über die grasbewachsenen Brunnenköpfe verlaufend erneut stark an und befindet sich nun in den Bergen des Verwall. 200 Meter östlich des auf 1988 m ü. A. gelegenen Belüftungsturms des Arlberg-Straßentunnels inmitten der alpinen Landschaft knickt die Landesgrenze auf Höhe des unter ihr verlaufenden Tunnels geradlinig nach Süden ab und verläuft hier an der Oberfläche bis zu einer Geländemulde, ehe sie wieder auf den Gebirgsgrat trifft. Anschließend folgt die Grenze wieder dem Gebirgsgrat in Richtung Südwesten, wobei sie den Knödelkopf (2400,2 m ü. A.), den Albonagrat (2391,8 m ü. A.) mit der Bergstation des Albonalifts, die Maroiköpfe (2527,6 m ü. A.), die Krachenspitze (2686 m ü. A.), den Kaltenberg (Grenzstein auf dem Ostgipfel 2895,8 m ü. A.) und die Pflunspitzen (Grenzstein auf der südlichen Pflunspitze auf 2868,9 m) überquert. Südlich der Pflunspitze fällt die Landesgrenze erneut in ein Hochtal ab und überquert dort das Gafluner Winterjöchle (2342,1 m ü. A.). Danach steigt der Grenzverlauf auf der anderen Talseite erneut steil zum Gipfel des Gaflunakopfs (2676 m ü. A.) an und folgt dem Gipfelgrat des Pfannseekopfes etwa 1.200 Meter weit.
Vom Pfannseekopfgrat fällt die Landesgrenze steil in ein weiteres Hochtal ab und trifft hier auf den westlich der Landesgrenze im Gemeindegebiet der Vorarlberger Gemeinde Silbertal gelegenen Langsee und schließlich das Silbertaler Winterjöchle, einen für Wanderer begehbaren Hochgebirgspass auf etwa 1925 m ü. A. Vom Silbertaler Winterjöchle verläuft die Grenze in Richtung Südwesten zum Gipfelgrat des Fraschkopfes (2349,2 m ü. A.) und von dort aus über den Valschavielkopf (2696 m ü. A.) und den Albonakopf (2482,4 m ü. A.) zum Nördlichen Strittkopf (2603,7 m ü. A.), wo erneut ein Abfall in ein Hochtal in südöstlicher Richtung erfolgt. Das im Verbellatal gelegene Verbellner Winterjöchle mit den beiden direkt östlich und westlich der Landesgrenze liegenden Scheidseen ist ein beliebtes Wanderziel, da sich hier unmittelbar südwestlich der Landesgrenze in Vorarlberg die Heilbronner Hütte (2320 m ü. A.) befindet.
Aus dem Verbellatal steigt die Landesgrenze in Richtung Südosten zum nächsten Gipfelgrat an und verläuft dann über den Jöchligrat und den Grünen Grat, den nördlichen Schaftäler (2737,2 m ü. A.) und den Schrottenkopf (2890 m ü. A.) zur Fädnerspitze (2790,5 m ü. A.). Von dieser aus fällt die Grenze in das nächste bedeutsame Hochtal ab und trifft auf das Zeinisjoch, das den Verwall im Norden von der Silvretta im Süden abgrenzt. Westlich des Zeinisjochs liegen mit dem Zeinis Vorbecken und dem Stausee Kops zwei bedeutende alpine Stauseen der Vorarlberger illwerke vkw, deren Wasser zur Stromerzeugung in den Großwasserkraftwerken im Montafon genutzt wird. Ebenfalls am Zeinisjoch, das ein beliebtes Wanderziel darstellt, befindet sich das Zeinisjochhaus (1820 m ü. A.) am natürlichen Zeinissee. Es besteht über das Zeinisjoch auch eine Straßenverbindung zwischen Tirol und Vorarlberg, wobei aber nur der östliche Abschnitt von Galtür aus zum Stauseewärterhaus am Nordende der Kops-Staumauer mit Kraftfahrzeugen befahren werden darf. Für das Befahren der steilen westlichen Zufahrt aus dem Montafon durch das Ganifertal ist eine Sondergenehmigung nötig, weshalb die Verbindung über das Zeinisjoch in erster Linie von Wanderern und Mountainbikern genutzt wird.
Die Landesgrenze führt vom Zeinisjoch aus südöstlich am Kops-Stausee vorbei zum ersten markanten Gipfelgrat der Silvrettagruppe und zur Ballunspitze (2670,47 m ü. A.). Von dieser aus fällt die Grenze erneut südlich in ein Hochtal ab, das mit dem Vallülasattel (2342,2 m ü. A.) einen weiteren Passübergang und dem Vallülasee einen natürlichen Bergsee bietet, ehe sie zur markanten Vallülaspitze (2813 m ü. A.) ansteigt. In weiterer Folge folgt die Landesgrenze dem Gratverlauf in südwestlicher Richtung zur Bielerspitze (2545,3 m ü. A.), wo der westlichste Punkt der Landesgrenze liegt, und fällt von dort aus dann zum dritten bedeutsamen Passübergang zwischen Tirol und Vorarlberg ab: Die Bielerhöhe liegt auf 2037 m ü. A. und bildet mit dem Silvretta-Stausee den höchsten Punkt eines Hochtals, das den Übergang zwischen dem Paznauntal in Tirol und dem Montafon in Vorarlberg erlaubt. Zwischen Galtür im Tiroler Paznauntal und Partenen, einem Ortsteil der Gemeinde Gaschurn im Vorarlberger Montafon besteht mit der Silvretta-Hochalpenstraße über die Bielerhöhe eine gut ausgebaute, allerdings nicht ganzjährig befahrbare und mautpflichtige Straßenverbindung. Der Silvretta-Stausee dient wiederum der illwerke vkw AG zur Stromerzeugung in den Großwasserkraftwerken im Montafon. Die Passhöhe der Bielerhöhe befindet sich zur Gänze in Vorarlberg, die Landesgrenze verläuft einige Meter östlich davon.
Sie orientiert sich in weiterer Folge am Gebirgsgrat östlich des Silvretta-Stausees bzw. des Ochsentals und führt auf diesem über das Hohe Rad (2934 m ü. A.), über einen auf 2814,7 m ü. A. an der Haagspitze gelegenen Grenzstein, den Rauhen Kopf (3100 m ü. A.) und den Tiroler Kopf (3103 m ü. A.) schließlich zur Dreiländerspitze (3197 m ü. A.), die den gemeinsamen Grenzpunkt zwischen Tirol, Vorarlberg und dem Schweizer Kanton Graubünden markiert. Die Dreiländerspitze ist zugleich auch der südlichste und höchste Punkt der gemeinsamen Landesgrenze zwischen Tirol und Vorarlberg.

## Entstehung und Entwicklung der Landesgrenze

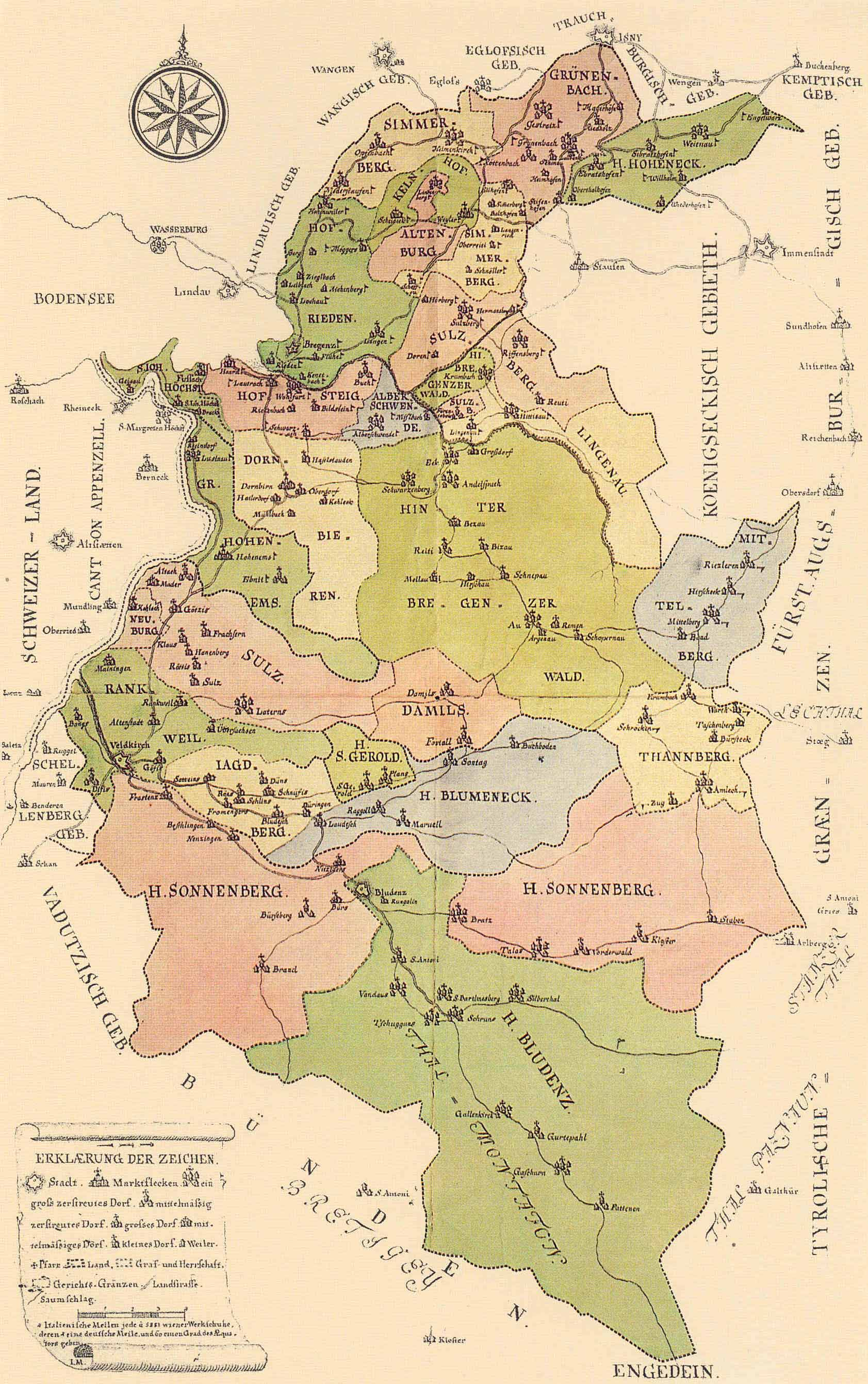
Karte Vorarlbergs aus dem Jahr 1783 mit eingezeichneten Tyrolische[n] Grænzen im Osten

Die Tiroler und Vorarlberger Landesjuristen griffen zur Begründung im Motivenbericht zu den Landesgesetzen, mit denen mit 1. Jänner 1968 in beiden Bundesländern der Grenzverlauf rechtskräftig festgestellt wurde, historisch weit zurück: Sie betonten darin, dass das Arlberggebiet schon in vorrömischer Zeit eine natürliche Grenze dargestellt habe. Besondere Betonung fand im Motivenbericht auch die Teilung der römischen Provinz Raetia im Rahmen der Diokletianischen Reichsreformen im 4. Jahrhundert. Dabei erfolgte nach Ansicht mancher Historiker die Provinzteilung in Raetia prima (Curiensis) und Raetia secunda (Vindelica) geografisch östlich von Isny und über den Arlberg verlaufend in etwa entlang der heutigen Landesgrenze zwischen Tirol und Vorarlberg. Vorarlberg wäre dieser Auffassung nach Teil von Raetia prima, Tirol hingegen Teil von Raetia secunda geworden, womit erstmals eine administrative Grenze über den Arlberg verlaufen wäre. Allerdings ist der exakte Verlauf der Grenze zwischen den beiden römischen Teilprovinzen mangels hinreichender Quellen nicht eindeutig belegt und unter Historikern umstritten.
Im Mittelalter und in der frühen Neuzeit bestanden die Gebiete der heutigen Bundesländer Tirol und Vorarlberg aus zahlreichen zersplitterten, territorial eigenständigen Herrschaftsgebieten unterschiedlichster Formen. Stets bildete der Arlberg aber eine natürliche Grenze zwischen den kleinen Herrschaftsgebieten, wobei ein exakter Grenzverlauf kaum nachvollziehbar gewesen sein dürfte, da das Gebiet in den Lechtaler Alpen, dem Verwall und der Silvretta zuerst überhaupt nicht und später (insbesondere durch die Einwanderung der Walser) nur sehr dünn besiedelt war. Erst nach und nach kamen zahlreiche der zersplitterten Herrschaftsgebiete in Tirol und Vorarlberg unter einheitliche österreichisch-habsburgische Landesherrschaft. Unter habsburgischer Herrschaft wurden die Gebiete Vorarlbergs schließlich – im Gegensatz zu Tirol – Vorderösterreich zugeschlagen und gemeinsam mit weiteren westlich von Tirol gelegenen Besitzungen verwaltet. Es bestand somit erneut eine klare Trennung zwischen den habsburgischen Besitzungen östlich und westlich des Arlbergs. Zwar wurde Vorarlberg in weiterer Folge mit Tirol zu einer administrativen Einheit, der Gefürstete Grafschaft Tirol mit dem Lande Vorarlberg zusammengeschlossen, die administrative Grenze am Arlberg bezog sich nunmehr aber auf die Abgrenzung zwischen Tirol und dem zugehörigen „Land Vorarlberg“. Mit der Herauslösung Vorarlbergs aus der gemeinsamen Verwaltung und der Erhebung zum eigenständigen Kronland des Kaisertums Österreich im April 1861 wurde die Arlberg-Grenze zur administrativen Grenze zweier österreichischer Kronländer. 
Mit der Entstehung der Republik Österreich im Jahr 1918 wurden die beiden Kronländer zu Bundesländern des neuen Staates, wobei sich an der gemeinsamen Landesgrenze nichts mehr änderte. In der Nationalsozialistischen Zeit von 1938 bis 1945 wurden die beiden Bundesländer ab 1939 erneut zusammengeschlossen und als Reichsgau Tirol-Vorarlberg von den Nationalsozialisten verwaltet. Über die vormalige Landesgrenze verlief nun die administrative Grenze zwischen den „Vorarlberger Kreisen“ und den „Tiroler Kreisen“, wobei diese Unterscheidung nur noch eine verwaltungstechnische Bedeutung hatte. Nach der Befreiung vom Nationalsozialismus und der Wiederherstellung der österreichischen Souveränität lebten auch die beiden eigenständigen Bundesländer Tirol und Vorarlberg wieder auf, wobei Nordtirol und Vorarlberg zur Gänze bis 1955 der französischen Besatzungszone im besetzten Nachkriegsösterreich angehörten. Die Landesgrenze zwischen Tirol und Vorarlberg stellte damit keine Zonengrenze im Sinne des Besatzungsrechts dar. Seit 1945 ist die Landesgrenze daher im Wesentlichen in ihrem heutigen Verlauf unverändert geblieben.
Zu einer kurzzeitigen Irritation auf Vorarlberger Seite führte eine 1952/53 durch die Vorarlberger Landesregierung unter Ulrich Ilg initiierte Revision und Neuvermarkung der Landesgrenze. Dabei fiel den Vertretern des Amts der Vorarlberger Landesregierung im Rahmen einer technischen Vorbegehung nämlich auf, dass entgegen ihrer Annahme im Bereich der Arlbergpasshöhe der Grenzverlauf nicht exakt auf der Passhöhe verlief, sondern ein Stück westlich davon. Dies hatte zur Folge, dass etwa drei Quadratkilometer westlich der Passhöhe zum Tiroler Landesgebiet gehören und ebenso etwa sechs Quadratkilometer des Alpgebiets der Lecher Alpe Wöster. Nachforschungen zu diesem Grenzverlauf am Arlberg zeigten, dass dieser seit der Katastererstellung von 1855 in der aufgefundenen Form festgelegt worden war. Zurückzuführen war dies auf die Steuerkatastererstellung der Jahre ab 1808, als von der damaligen bayerischen Steuerverwaltung zur Erstellung von Steuerdistrikten und -katastern die Alpgebiete am Arlberg zur Gänze dem Distrikt Nasserein (dem späteren St. Anton am Arlberg) zugeschlagen worden waren, nachdem die Grenzen nach Möglichkeit keine bestehenden Besitzungen durchschneiden sollten. Bei der Katastererstellung des Jahres 1855 war daraufhin von der Gemeindeverwaltung der Vorarlberger Gemeinde Klösterle die so zuvor von den Bayern festgelegte Katastergrenzziehung akzeptiert und die Landesgrenze somit einige Meter westlich der Arlbergpasshöhe fixiert worden.
Endgültig formell festgestellt wurde der gemeinsame Grenzverlauf schließlich in zwei gleichlautenden Landesgesetzen der Bundesländer Tirol und Vorarlberg, die zeitgleich mit 1. Jänner 1968 in Kraft traten. Im Mai 1986 unterzeichneten die Landeshauptmänner von Tirol und Vorarlberg, Eduard Wallnöfer und Martin Purtscher, eine weitere Vereinbarung zur Änderung dieses Vertrages. Diese Vereinbarung wurde als staatsrechtliche Vereinbarung nach Art. 15a B-VG ausgestaltet und bedurfte daher der Genehmigung durch die Landtage, welche noch im Jahr 1986 jeweils erfolgte. Alle zehn Jahre erfolgt nunmehr eine gemeinsame Grenzbegehung durch Vertreter Tirols und Vorarlbergs, um den Grenzverlauf und die dabei angebrachten Grenzsteine zu prüfen und gegebenenfalls zu korrigieren.